# Ursie Lambrechts
Eugenie Desiré Cornelia Maria (Ursie) Lambrechts (Uden, 14 mei 1955 – aldaar, 15 april 2024) was een Nederlands politica. Namens de Democraten 66 (D66) was zij van 1994 tot 2003 en van 2003 tot 2006 lid van de Tweede Kamer der Staten-Generaal. Bij de Tweede Kamerverkiezingen 2006 stelde zij zich niet meer herkiesbaar.

## Loopbaan
Ursie Lambrechts studeerde geschiedenis en politicologie aan de Universiteit van North Carolina en vervolgens kunstgeschiedenis en onderwijskunde aan de Katholieke Universiteit Nijmegen. Vanaf 1982 was ze actief voor D66 in de afdeling Uden, onder meer als afdelingsvoorzitter. Van 1987 tot 1994 was ze lid van de Provinciale Staten van Noord-Brabant.
Bij de Tweede Kamerverkiezingen 1994 werd ze gekozen in het parlement. Ze hield zich onder meer bezig met onderwijs en ICT. Door het verlies van D66 bij de Tweede Kamerverkiezingen 2003 verdween ze uit de Kamer. Op 3 juni 2003 maakte ze echter haar rentree, nadat Thom de Graaf de Kamer verliet om minister te worden. In 2005 diende ze samen met Mariëtte Hamer (PvdA), Fenna Vergeer (SP) en Paul Jungbluth (GroenLinks) een initiatiefvoorstel in over het toelatingsrecht voor het bijzonder onderwijs. Het doel was de weigering door bijzondere scholen van leerlingen op grond van hun levensovertuiging moeilijker te maken.
Sinds augustus 2008 tot in elk geval 2013 was Lambrechts voorzitter van de Evaluatie- en adviescommissie passend onderwijs en tussen 2013 en 2021 bestuursvoorzitter van het Schoolleidersregister PO.

## Overlijden
Ursie Lambrechts overleed in 2024 op 68-jarige leeftijd.